# Udo Mainzer

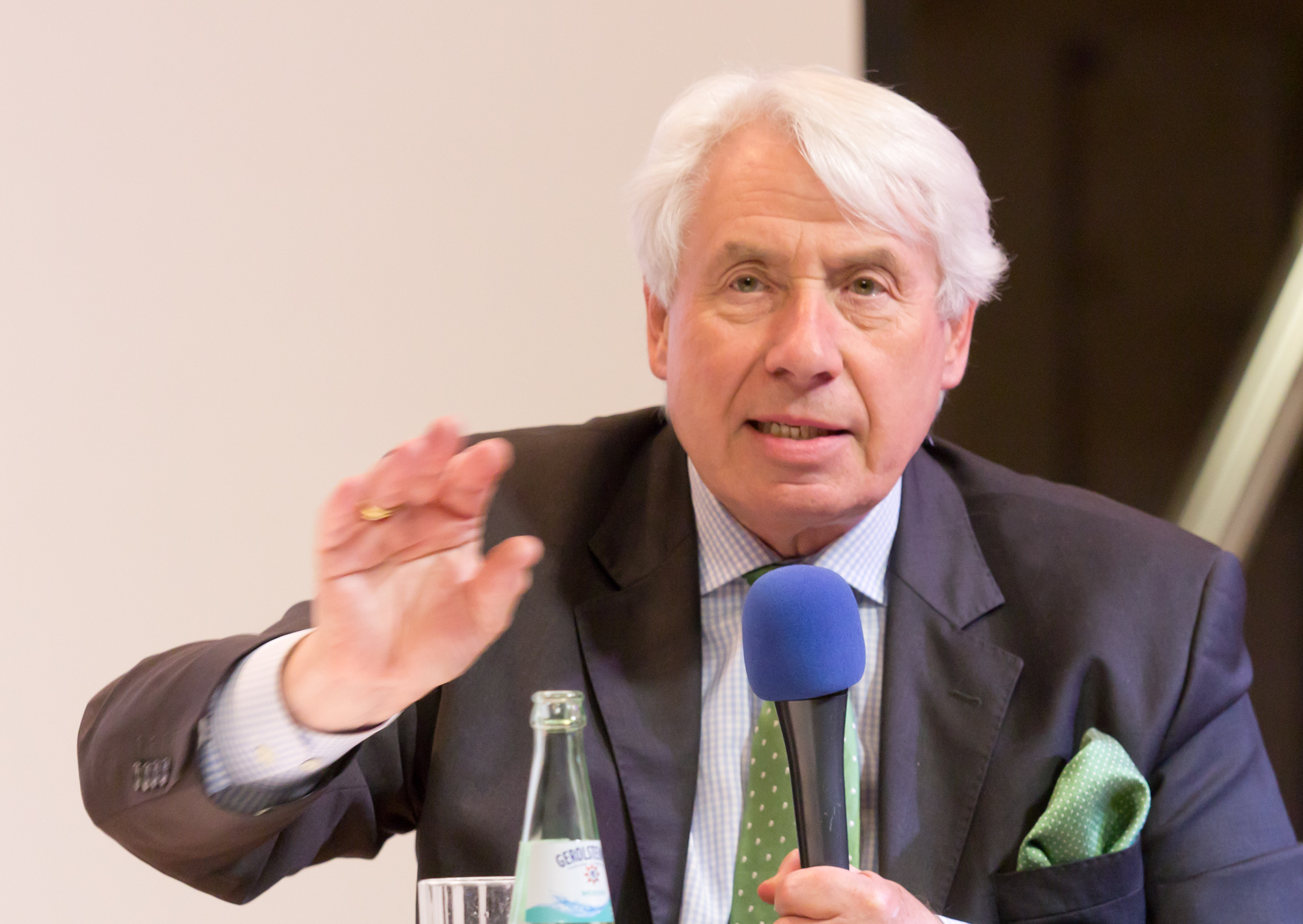
Udo Mainzer (2014)

Udo Mainzer (* 3. Juli 1945 in Witterda, Thüringen) ist ein deutscher Kunsthistoriker und Denkmalpfleger, er amtierte bis September 2011 als Direktor des LVR-Amtes für Denkmalpflege im Rheinland und Landeskonservator des Landschaftsverbandes Rheinland (LVR).

## Werdegang
Udo Mainzer studierte ab 1968 an der Universität zu Köln Geschichte, Kunstgeschichte und Archäologie und promovierte dort 1973 bei Günther Binding mit einer Dissertation über Stadttore im Rheinland. Seit 1976 ist er an der dortigen Philosophischen Fakultät Lehrbeauftragter für Kunstgeschichte und Denkmalpflege, 1983 wurde er dort zum Honorarprofessor ernannt.
Nach Abschluss des Studiums arbeitete Udo Mainzer als stellvertretender Bistumskonservator des Bistums Trier und anschließend als Bezirkskonservator in Westfalen-Lippe. 1979 wurde er zum Landeskonservator des Rheinlands mit Sitz zunächst in Bonn und ab 1985 in der Abtei Brauweiler in Brauweiler berufen. Er war in seinen letzten Dienstjahren (mindestens seit 2008) dienstältester Landeskonservator in Deutschland.
Gemeinsam mit Ferdinand Werner gibt er die Architekturfachzeitschrift INSITU heraus.
Udo Mainzer ist verheiratet und lebt in Bonn.

## Ehrungen und Ehrenämter
1998 erhielt Udo Mainzer die Ehrenmedaille der Fachhochschule Köln und 2004 das Verdienstkreuz des Verdienstordens der Republik Polen. Er ist Mitglied der Deutschen Akademie für Städtebau und Landesplanung, Vorsitzender des Fachbeirats des Projektes baukunst-nrw und war 2002 Mitglied des Gründerkreises zur Errichtung der Bundesstiftung Baukultur. Udo Mainzer ist Autor und Herausgeber von über 250 Beiträgen, Büchern und Fachpublikationsreihen zu Denkmalpflege, Denkmalschutz und Architekturgeschichte.
Seit 2011 ist Udo Mainzer Kuratoriumsmitglied der Kulturstiftung Kölner Dom.

## Schriften (Auswahl)
- Stadttore im Rheinland. Abt. Architektur des Kunsthistor. Instituts der Universität Köln. Diss. 1973.
- Stadttore im Rheinland. Rheinischer Verein f. Denkmalpflege u. Landschaftsschutz, 1976. ISBN 978-3-88094-015-4
- (Hrsg.): Gartenkultur im Rheinland: Vom Mittelalter bis zur Moderne. Imhof Verlag, Petersberg, 2003. ISBN 978-3-935590-94-5
- mit Günther Binding und Anita Wiedenau: Kleine Kunstgeschichte des deutschen Fachwerkbaus. 4. Auflage. Wissenschaftliche Buchgesellschaft, 1989, ISBN 978-3-534-06900-2
- (Hrsg.): Was ist ein Baudenkmal? Eine Beispielsammlung zur Begriffsbestimmung. Rheinland Verlag GmbH, Köln 1983
- (Hrsg.): Denkmalpflege in der Praxis. Rheinland-Verlag, Bonn. ISBN 978-3-7927-0815-6
- (Hrsg.): Paul Clemen: Zur 125. Wiederkehr seines Geburtstages. Köln 1991.
- (Hrsg., mit Petra Leser): Architektur-Geschichten: Festschrift für Günther Binding zum 60. Geburtstag.  J.P. Bachem Verlag, 1996. ISBN 978-3-7616-1281-1
- Dehio, Georg: Handbuch der deutschen Kunstdenkmäler. NRW I; Rheinland. Bearb. Claudia Euskirchen u. a. Mit einer Einführung von Udo Mainzer. Deutscher Kunst-Verlag, München, 2005. ISBN 978-3-422-03093-0
- Kleine illustrierte Kunstgeschichte der Stadt Köln. Bachem, Köln 2015, ISBN 978-3-7616-2888-1.
- Kleine illustrierte Architekturgeschichte der Stadt Köln. J. P. Bachem, Köln 2017, ISBN 978-3-7616-3108-9.